# Marcé
 Marcé  es una población y comuna francesa, en la región de Países del Loira, departamento de Maine y Loira, en el distrito de Angers y cantón de Seiches-sur-le-Loir.

## Demografía
| 582 | 547 | 526 | 593 | 619 | 637 |
| Para los censos de 1962 a 1999 la población legal corresponde a la población sin duplicidades (Fuente: INSEE [Consultar]) |     |     |     |     |     |